# Geelbuikvliegenvanger
De geelbuikvliegenvanger (Cryptomicroeca flaviventris synoniemen: Microeca flaviventris, Eopsaltria flaviventris) is een zangvogel uit de familie Petroicidae (Australische vliegenvangers). De soort werd op grond van onderzoek dat in 2012 is gepubliceerd geplaatst in het monotypische geslacht Cryptomicroeca.

## Verspreiding en leefgebied
Deze soort is endemisch op de eilanden Grande Terre en Ile des Pins in Nieuw-Caledonië.

## Status
De grootte van de populatie is niet gekwantificeerd maar de soort wordt omschreven als vrij algemeen. Op de Rode lijst van de IUCN heeft deze soort de status niet bedreigd.